# سباعيات الرغبي
سباعيات الرغبي، ومعروفة أيضاً بأسم لعبة اللاعبين السبعة أو سبعة لاعبين، وهي أحد الأنواع التابعة لأتحاد الرغبي المكون من سبعة لاعبين، بدلاً من العدد المعتاد 15 لاعبًا بمباريات أقصر في المدة الزمنية. وتُدار سباعيات الرجبي بواسطة المجلس الدولي للرغبي
(IRB)، وهي الهيئة المسؤولة عن اتحاد الرجبي في جميع أنحاء العالم. نشأت اللعبة في ميلروز، اسكتلندا، حيث لا يزال فريق سباعيات الرجبي لميلروز يلعب سنويًا. وتعد اللعبة من الألعاب الشعبية في جميع مستوياتها، وعادة ما تُعقد بطولات للهواة والنوادي في أشهر الصيف. وتعد سباعيات الرجبي واحدة من أفضل الألعاب ذات التوزيع الجيد، وتحظى بشعبية في أجزاء من أفريقيا وآسيا وأوروبا والأمريكتين ولا سيما جنوب المحيط الهادئ.
تشمل المنافسات الدولية البارزة بطولة العالم للسباعيات وكأس العالم لسباعيات الرجبي. كذلك، تلعب سباعيات الرجبي في بعض الأحداث الرياضية المتعددة مثل دورة ألعاب الكومنولث، والتي تقام أربع مرات (1998 - كوالامبور، ماليزيا و2002 - مانشستر، إنجلترا و 2006 - ملبورن، أستراليا و[2010 - دلهي، الهند)، ويفوز كل مرة بالميدالية الذهبية نيوزيلندا.
ومن المعترف به الآن أن سباعيات الرجبي أصبحت رياضة أوليمبية وستقام لأول مرة في الألعاب الأوليمبية الصيفية لعام 2016. ويأتي ذلك بعد التصويت من قبل المجلس التنفيذي لللجنة الدولية الأوليمبية (اللجنة الأولمبية الدولية) لتشمل هذه الرياضة. ويرجع هذا القرار إلى الدورة الدولية 121 للجنة الأوليمبية في كوبنهاغن في التاسع من أكتوبر 2009.

## نظرة عامة

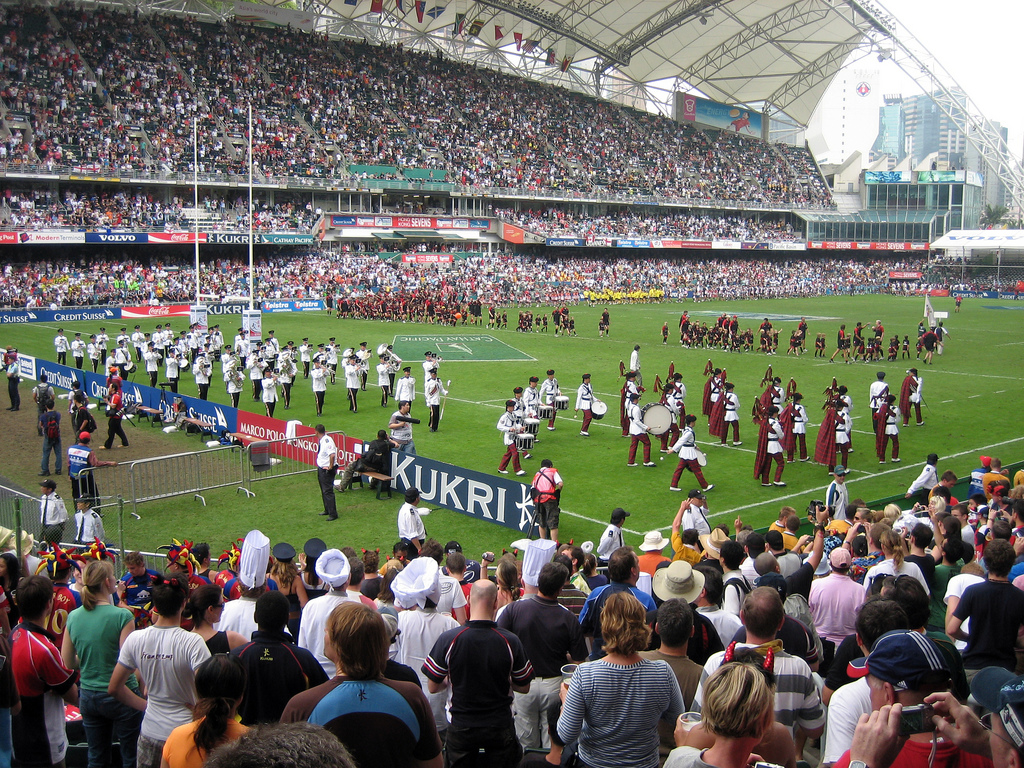
مسيرة تعبر أمام الجمهور في بطولة سباعيات هونغ كونغ لعام 2008

تطبق العقوبات على سباعيات الرجبي بواسطة المجلس الدولي للرجبي (IRB)، ويسري اللعب بموجب القوانين ذاتها والأبعاد ذاتها على أنها لعبة 15 لاعبًا. تستمر مباراة اتحاد الرجبي العادية 80 دقيقة على الأقل، بينما تتكون مباراة سباعيات الرجبي من شوطين من سبع دقائق مع استراحة في منتصف الوقت مدتها دقيقة واحدة. وقد يُلعب نهائي المنافسة على شوطين كل شوط عشر دقائق مع فاصل بين الشوطين مدته دقيقتان. (في بطولة العالم لسباعيات الرجبي، فإن نهائي الكأس فقط، الذي يحدد الفائز في هذا الحدث، يستمر الشوط لمدة 10 دقائق؛ أما جميع النهائيات ذات المستوى الأقل فيتم فيها لعب شوطين يستمر الشوط لمدة سبع دقائق. مما يسمح باستكمال بطولات الرجبي في يوم واحد أو عطلة نهاية الأسبوع. على الرغم من أن درجات السباعيات عامة قابلة للمقارنة مع درجات الاتحاد؛ يحدث تسجيل الدرجات أكثر بكثير في السباعيات، لذا يبعد المدافعين مسافات أكثر.
يدخل العديد من بطولات السباعيات في المنافسة على كأس وميدالية ودرع مما يسمح لفرق المعايير المختلفة بتجنب الخروج من المنافسة دون جوائز.
ومن المعروف تقليديًا أن بطولات السباعيات تتميز بالأجواء المريحة عن الألعاب المكون فريقها من 15 لاعبًا، وكثيرًا ما يعرف بـ«المهرجانات». وكما جاء في موسوعة اتحاد كرة القدم الرجبي (1976)، فقد اكتسبت سباعيات الرجبي «شعبية بحلول نهاية الموسم وتحول الأشياء الأكثر صعوبة والتي توفر الجزء الأكبر في مشاهدة الموسم العادي.»
ويحضر المشجعون بكثرة في زي تنكري، ويستمتعون ببعض وسائل الترفيه.
وحظيت بطولة سباعيات هونغ كونغ بأهمية خاصة لا سيما بارتفاع شعبيتها في آسيا، وأصبحت سباعيات الرجبي تستخدم كشكل من أشكال «حركة تبشير» رجبي الدولية، إذ ربما يكون الشكل الأكثر انتشارًا للعبة، ومع البطولات في الأماكن البعيدة مثل بوغوتا وبانكوك وكوالالمبور وكينيا وسنغافورة والدول الإسكندنافية إضافة إلى الدول المعروف بها اتحاد الرجبي.